# Limenitis reducta
Il silvano azzurro (Limenitis reducta, Staudinger, 1901) è un lepidottero diurno appartenente alla famiglia Nymphalidae.